# Strzępopiór
Strzępopiór (Ptilinopus holosericeus) – gatunek średniej wielkości ptaka z podrodziny treronów (Raphinae) w obrębie rodziny gołębiowatych (Columbidae). Zamieszkuje lasy tropikalne Nowej Kaledonii. Żywi się małymi owocami. Nie jest zagrożony wyginięciem.

## Systematyka
Gołąb ten został po raz pierwszy naukowo opisany przez Temmincka w 1809 pod nazwą Columba Holosericea. Do opisu dołączona była tablica barwna. Jako miejsce typowe autor błędnie wskazał wyspę Sandwich, w rzeczywistości była to Nowa Kaledonia. Obecnie gatunek zwykle umieszczany jest w monotypowym rodzaju Drepanoptila wprowadzonym przez Bonapartego w 1855 roku, ale autorzy Kompletnej listy ptaków świata zaliczają go do rodzaju Ptilinopus. Nie wyróżnia się podgatunków.

## Występowanie i biotop
Jest gatunkiem endemicznym występującym w Nowej Kaledonii na wyspach Grande Terre i Île des Pins. Zajmuje szeroką gamę siedlisk: wilgotne lasy tropikalne od poziomu morza do wysokości 1000 m, oraz wilgotne sawanny porośnięte roślinami z rodzaju Melaleuca. Do ulubionych miejsc należą położone na wysokości 400–600 m gęste lasy, ale gniazduje przeważnie na skrajach lasów lub otwartych przestrzeniach.

## Morfologia
W upierzeniu dominuje kolor jasnozielony, tylko brzuch i spód ogona pozostaje żółty. Oba kolory oddziela biało-czarna obróżka na piersi. Na skrzydłach i ogonie widnieje pasiasty biały rysunek, który u samic jest wyraźniejszy. Samice są również ciemniejsze. Samce mają dużą powierzchnię skrzydeł, które podczas lotu wytwarzają wysoki gwizd. Gołębia trudno jest dostrzec w gęstym lesie, można go jednak łatwo znaleźć po jego charakterystycznym głosie.
Średnie wymiary
- długość ciała: samce 32 cm, samice 28 cm[8]
- masa ciała: samce 220 g, samice 160 g[8]

## Pożywienie
Strzępopiór żywi się małymi owocami, zwłaszcza gatunków roślin takich jak Ficus i Elaeocarpus angustifolius.

## Rozród
Okres lęgowy trwa od września do stycznia. Samica składa 1–2 jaja. Gniazdo znajduje się zwykle na wysokości od 2 do 3,5 m, na skrajach lasów i polanach.

## Zagrożenia i ochrona
W Czerwonej księdze gatunków zagrożonych Międzynarodowej Unii Ochrony Przyrody (IUCN) gatunek ten początkowo klasyfikowano jako narażony na wyginięcie (VU), jednak okazało się, że jest znacznie pospolitszy niż sądzono, dlatego w 2000 roku został zaliczany do kategorii NT (bliski zagrożenia), a od 2024 roku uznaje się go za gatunek najmniejszej troski (LC). Badania w 1998 roku wykazały ich liczebność na poziomie około 140 tys. osobników (zagęszczenie 0,354 os./ha). W oparciu o te dane szacuje się obecną (2024) liczebność na 100–140 tysięcy dorosłych osobników, co czyni go ptakiem pospolitym. Przypuszcza się, że liczebność gatunku powoli spada.
Główne zagrożenie gatunku stanowi utrata i degradacja siedlisk, ponieważ niektóre części lasu są niszczone przez pożary, wylesiania i górnictwo. Poziom polowań na strzępopióry jest obecnie bardzo niski, choć nie z powodu ochrony prawnej gołębia i zakazu polowań, a z uwagi na istnienie kontyngentów na import amunicji. Gatunek toleruje środowiska zaburzone przez człowieka.
Do proponowanych środków ochrony należy skuteczna ochrona lasów nizinnych, monitoring populacji w kluczowych miejscach, zintensyfikowane kampanie wśród lokalnych społeczności dotyczące ochrony gatunku oraz utrzymanie kontyngentu na naboje.